# Daniel Turcea
Daniel Turcea (n. 22 iulie 1945, Târgu-Jiu – d. 28 martie 1979, Mănăstirea Cernica) a fost un poet român.

## Biografie
A absolvit Liceul „Nicolae Bălcescu” din Pitești în 1963 și a fost licențiat al Institutului de Arhitectură „Ion Mincu” din București în 1968. Debutul său literar se produce în revista „Amfiteatru” (1968). A făcut parte din grupul oniric.
Este unul din marii poeți creștini ai secolului XX.

## Caracterizări
- Valeriu Pantazi

„Mi-l aduc aminte ca pe un om introvertit, chiar morocănos, fragil, căruia îi plăcea să ia parte la discuții, impunând oarecum prin calmul și blândețea sa. Ființă delicată, cu vorbă domoală, mai mult tăcut, cu o atitudine retrasă, aproape ștearsă. Aș putea spune că locul lui era, mai degrabă, într-o mănăstire. Căuta peste tot perfecțiunea. Mi-aduc aminte că m-a rugat într-o după-amiază să-l iau la Nichita acasă, să îl prezint, fapt care mi-a făcut mare plăcere, deoarece aveam să discutăm despre poezie, să facem poezie. La sfârșitul vizitei, m-a rugat stăruitor să-i vând un distih de-al meu: „Privesc în taină florile de nufăr, /Mi-aduc aminte și încep să sufăr".
M-am tot întrebat de ce. Aveam să aflu curând de tulburătoarea sa moarte. Frecventa, de asemenea, Clubul „A“, cenaclul de literatură unde am asistat la întâlniri cu Adrian Păunescu, Ioan Alexandru, Ana Blandiana, Nichita Stănescu și Virgil Mazilescu, cel din urmă prieten nedespărțit al lui Turcea. Își căuta libertatea interioară prin divinitate. A fost un poet în formare, care a cedat fizic, nu psihic.”
- Dumitru Țepeneag

„Mic de statură, cu mustața neagră și părul ușor ondulat, Daniel era o prezență plăcută, discretă. Pot spune că, în acei ani tulburi, Turcea, Mazilescu și Ivănceanu au trăit curat, fără compromis. Retragerea la Mănăstirea Cernica a reprezentat, după mine, vârful biografiei sale. Prietenia literară ce ne-a legat a luat sfârșit odată cu exilul meu la Paris, în 1972.”
- Gheorghe Pantelie

„„Avea o existență aproape de sfințenie“
Pasiunea sa pentru geometrie, i-a fost insuflată, cel mai probabil, de mama sa, profesoară de matematică. Retras, firav, meditativ, ne privea cu înțelepciune, ne încuraja blajin. Avea o fascinație pentru misticism. Deși nu știa că va muri, se grăbea să publice «Trebuie să public cât mai repede, să aflu». Avea un timbru calm, o tristețe întipărită pe chip, era de o rară calitate sufletească, distins, care impunea prin tăcere. Îl consider, dintre noi, apropiații, singurul vârf de lance în a se desprinde de materie. Chiar înainte de a se retrage la Cernica, cu certitudine o spun, avea o existență aproape de sfințenie.”
- Aurel Sibiceanu

„Deși era slăbit la trup și la făptură, Daniel Turcea emana o stranie energie. Chiar dacă vorbea rar, puțin, aproape că tăcea cuvintele, prin nu știu care farmec, spunea multe. La un moment dat, într-o discuție, a spus ca pentru sine: «E atât de aproape Adevărul!» După o tăcere apăsătoare, a continuat: «E mult zgomot în ființa noastră, ne lamentăm, cerem vrute și ne-vrute, semenilor, lui Dumnezeu. Este pricina pentru care nu-l putem auzi pe Domnul.”

## Cărți publicate
- Entropia (Editura Cartea Românească, 1970)
- Epifania (Editura Cartea Românească, 1978)
- Epifania, colecția „Hyperion”, (Editura Cartea Românească, 1982)
- Iubire. înțelepciune fără sfîrșit, colecția „Cele mai frumoase poezii”, (Editura Albatros, 1991). Prefață de Valeriu Cristea.